# Jacek Zieliński
Jacek Zieliński (Wierzbica, 10 ottobre 1967) è un allenatore di calcio ed ex calciatore polacco, di ruolo difensore.

## Palmarès

### Giocatore

#### Club
- Campionato polacco: 3

Legia Varsavia: 1993-1994, 1994-1995, 2001-2002
- Coppa di Polonia: 3

Legia Varsavia: 1993-1994, 1994-1995, 1996-1997
- Supercoppa di Polonia: 2

Legia Varsavia: 1994, 1997

#### Individuale
- Calciatore polacco dell'anno: 1

1999